# Musée Bourdelle

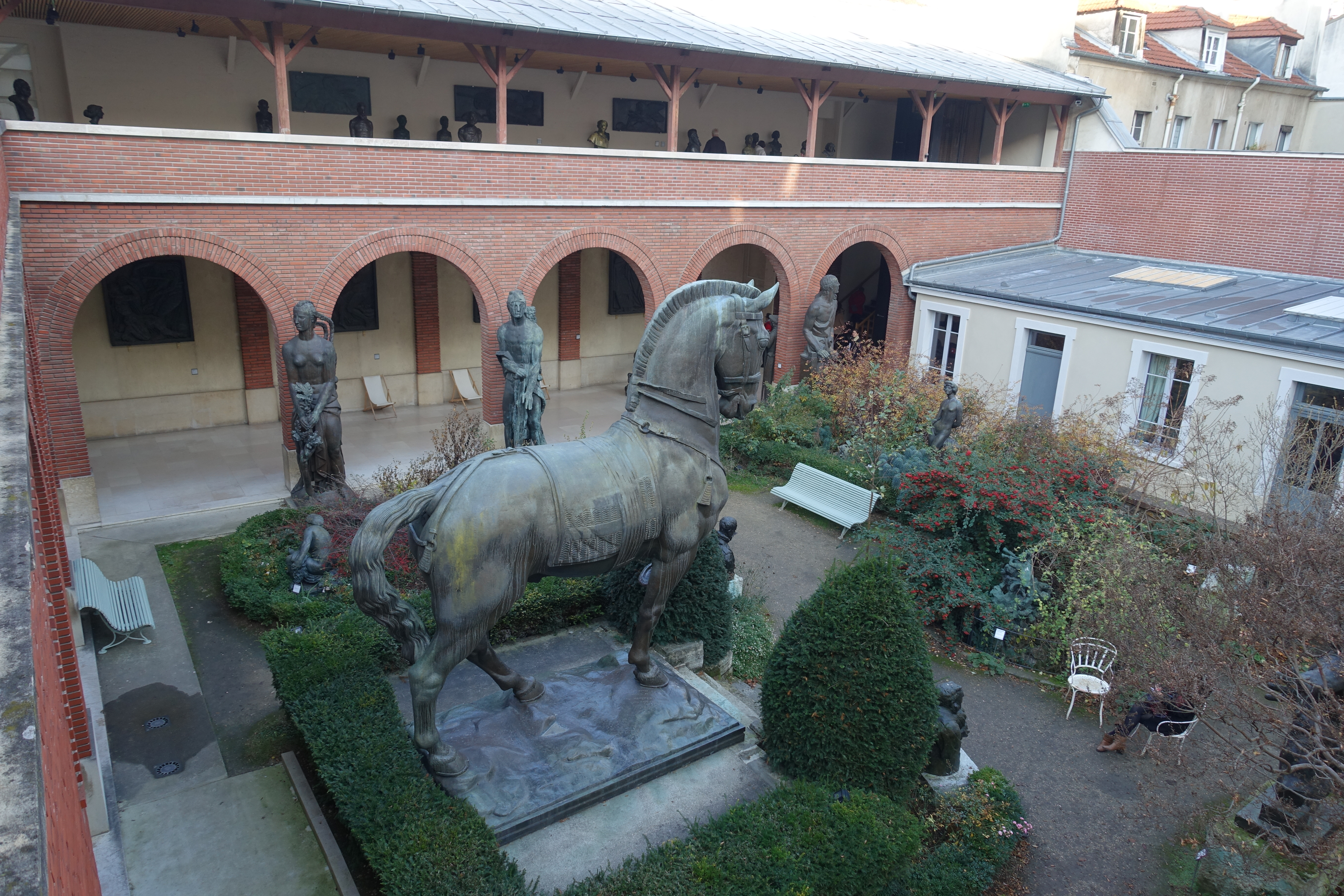
Musée Bourdelle

Das Musée Bourdelle ist ein Kunstmuseum im 15. Arrondissement von Paris, das im ehemaligen Atelier des französischen Bildhauers Antoine Bourdelle (1861–1929) untergebracht ist. Es ist eines der 14 Museen der Stadt Paris, die seit dem 1. Januar 2013 von der städtischen Einrichtung Paris Musées verwaltet werden.

## Geschichte

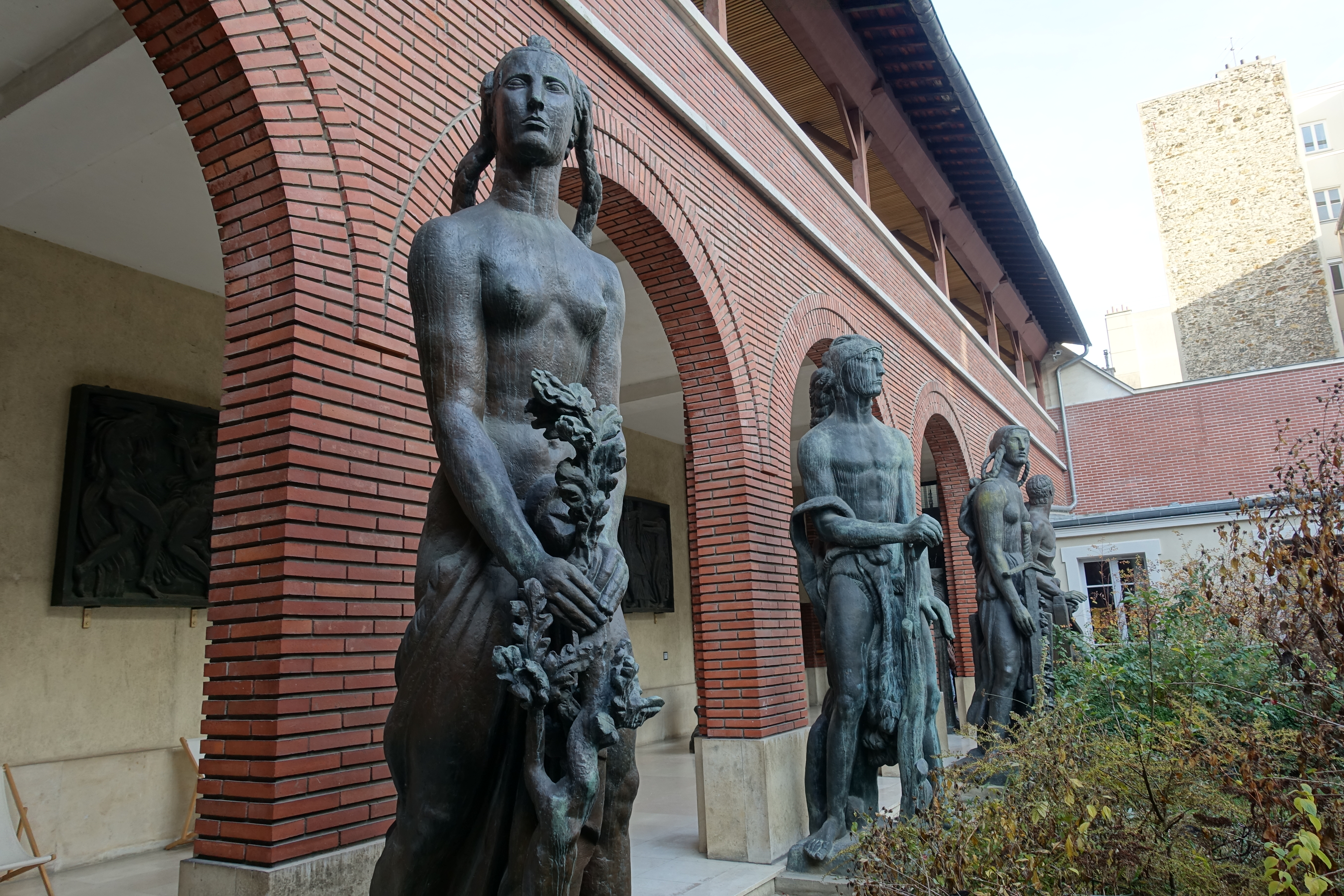

Das Museum beherbergt das Atelier des Bildhauers Antoine Bourdelle. Es ist ein Beispiel für die Pariser Ateliers des späten 19. und frühen 20. Jahrhunderts. Als Antoine Bourdelle sich 1885 in der Impasse du Maine 16 inmitten von Gärten und Weinbergen niederließ, gab es dort zahlreiche Künstlerateliers. Zu seinen Nachbarn zählten der Bildhauer Aimé-Jules Dalou und der Maler Eugène Carrière.

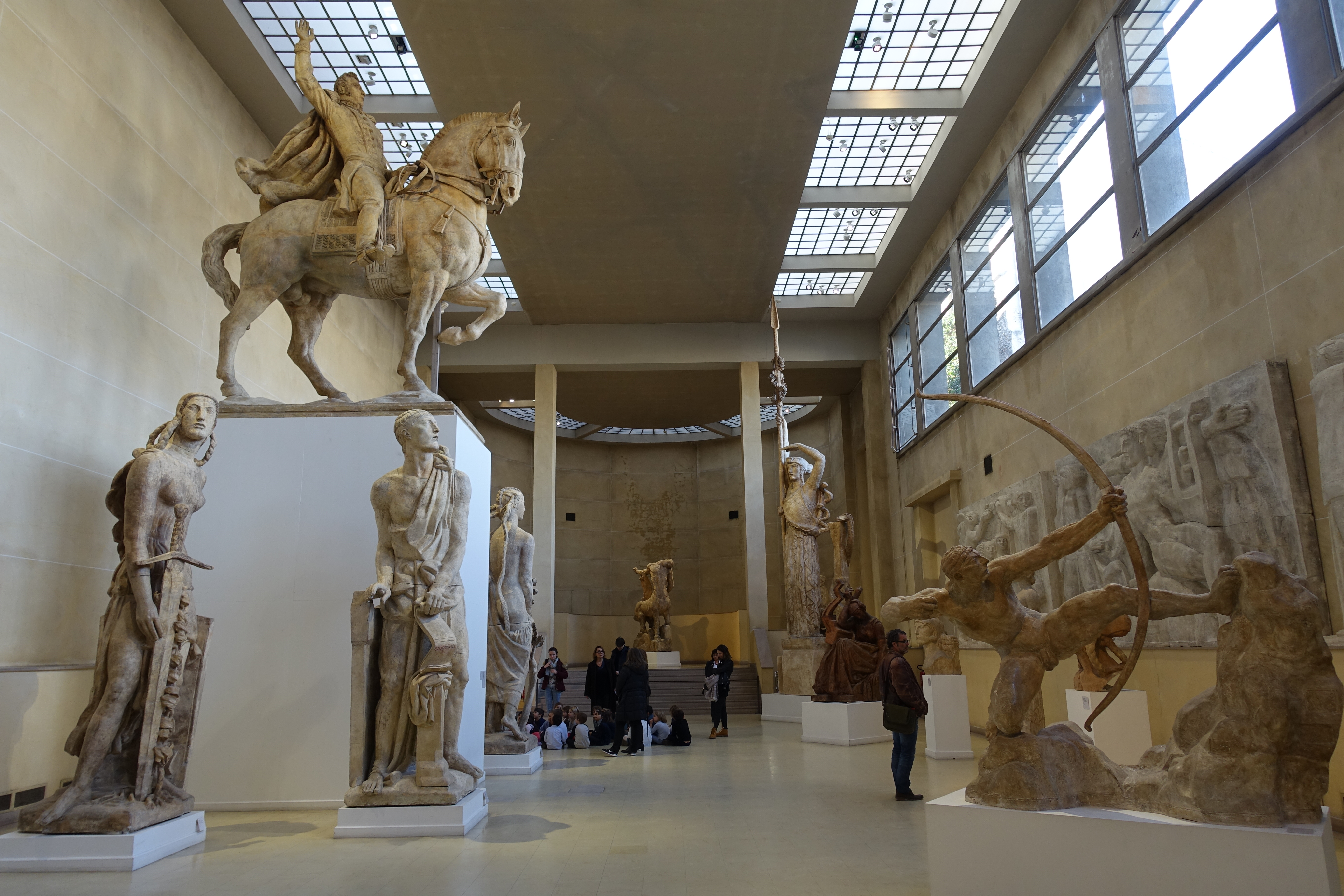

Bourdelle arbeitete hier von 1885 bis 1929. Die Gründung eines Museums, die Bourdelle gegen Ende seines Lebens anstrebte, ist dem Mäzenatentum von Gabriel Cognacq und der Beharrlichkeit von Bourdelles engsten Vertrauten zu verdanken: seiner Frau Cléopâtre Bourdelle-Sévastos und seiner Tochter Rhodia Dufet-Bourdelle.
Anfang der 1930er Jahre wurde das Grundstück, auf dem Bourdelle sein Atelier errichtet hatte, zum Verkauf angeboten, aber die Witwe Blourdelles konnte sich den Kauf nicht leisten. Gabriel Cognaq streckte das Geld für den Kauf vor, um zu verhindern, dass die Werke, die sich dort befanden, zerstreut würden. Cléopâtre und Rhodia Bourdelle wurden Eigentümerinnen des Hauses. Cognaq forderte seither das Darlehen nie zurück. 
Die beiden Frauen boten dem Staat mehrmals die Schenkung des Grundstücks an, was dieser zunächst ablehnte, dann aber auf Betreiben des Direktors der Beaux-Arts de Paris akzeptierte.

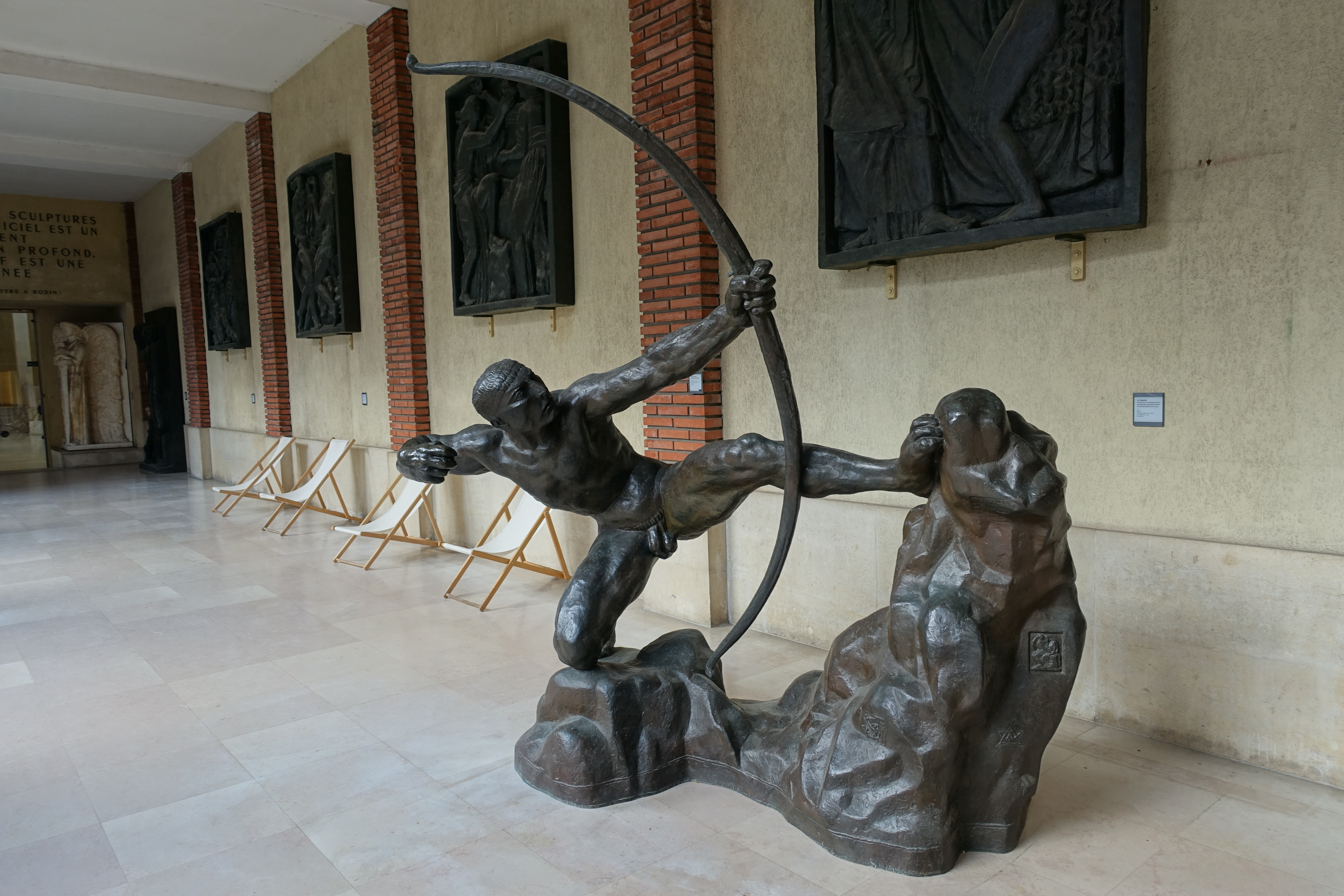

Die Bauarbeiten unter der Leitung von Henri Gautruche, dem Architekten der Stadt Paris, ermöglichten die Eröffnung des Museums am 4. Juli 1949. 1961 wurde das Museum erweitert; 1992 von Christian de Portzamparc neu gestaltet. Nach einer umfassenden Renovierung wurde das Museum am 15. März 2023 wiedereröffnet, mit einer Sonderausstellung Philippe Cognée. La peinture d’après.

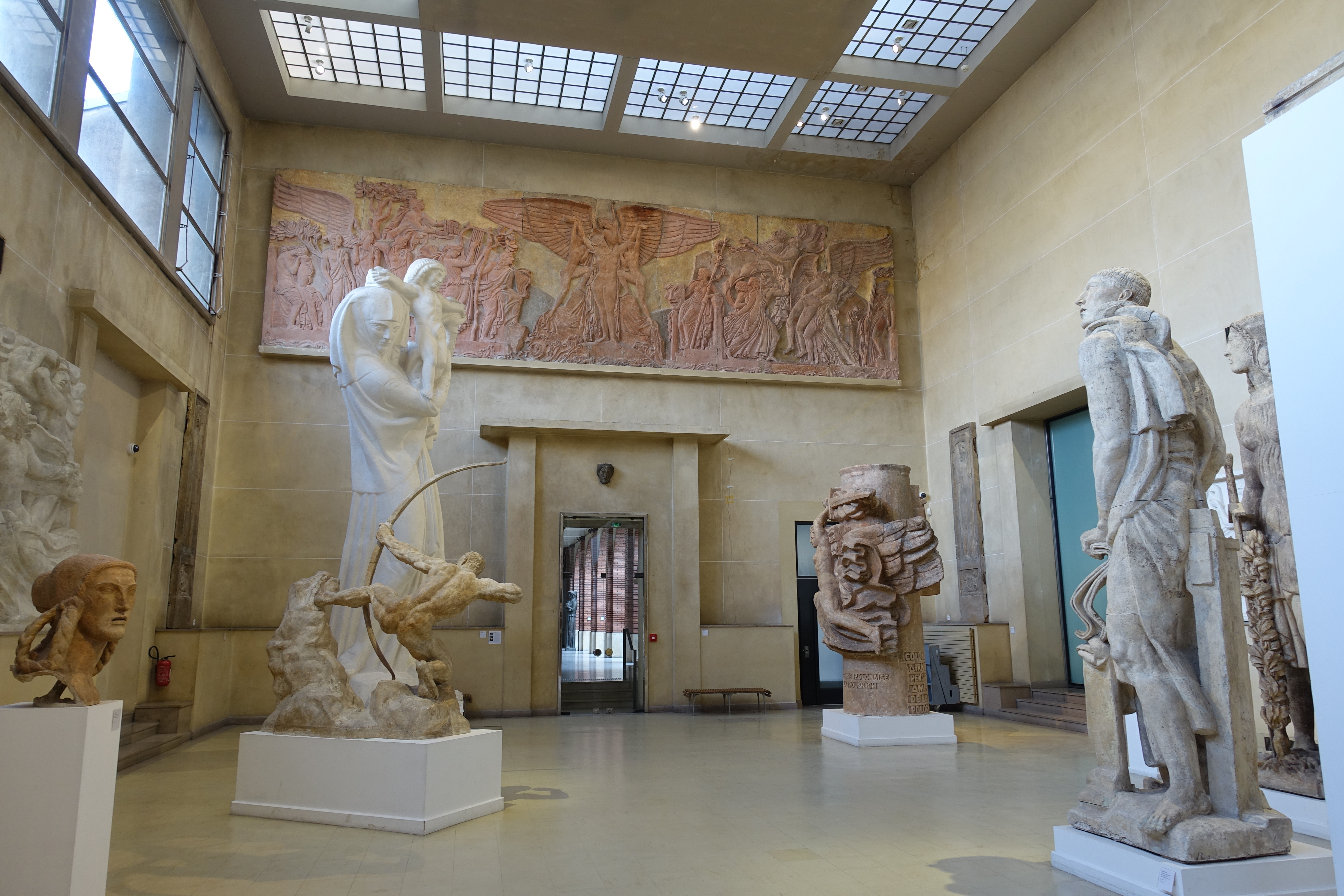

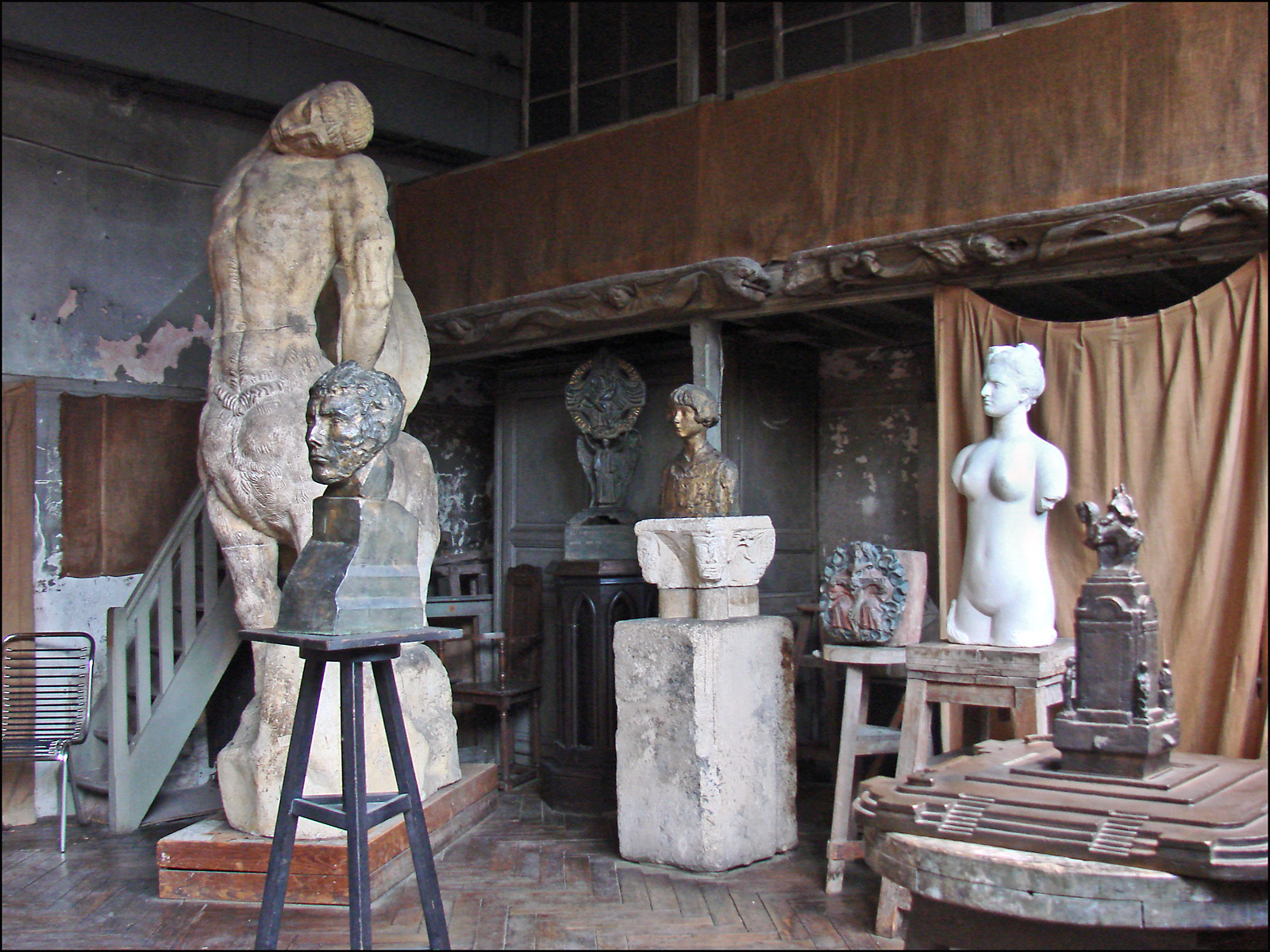

Ein zweites Bourdelle-Museum (Musée-Jardin Bourdelle de Seine-et-Marne) wurde Ende der 1960er Jahre von seinen Erben in Égreville gegründet. Es beherbergt weitere 56 von Antoine Bourdelles Skulpturen. In seiner Geburtsstadt Montauban wurde das vormalige Musée Ingres in das heutige Musée Ingres Bourdelle umbenannt und präsentiert ebenfalls einen großen Bestand seiner Werke, darunter den Originalgips des Herakles als Bogenschützen.
Das Musée Bourdelle gehört zu den Paris Musées. Diese sind eine öffentliche Einrichtung mit administrativem Charakter, welche für die Verwaltung der Gebäude und der Sammlungen von vierzehn der siebzehn Museen der Stadt Paris zuständig ist.

## Bestand

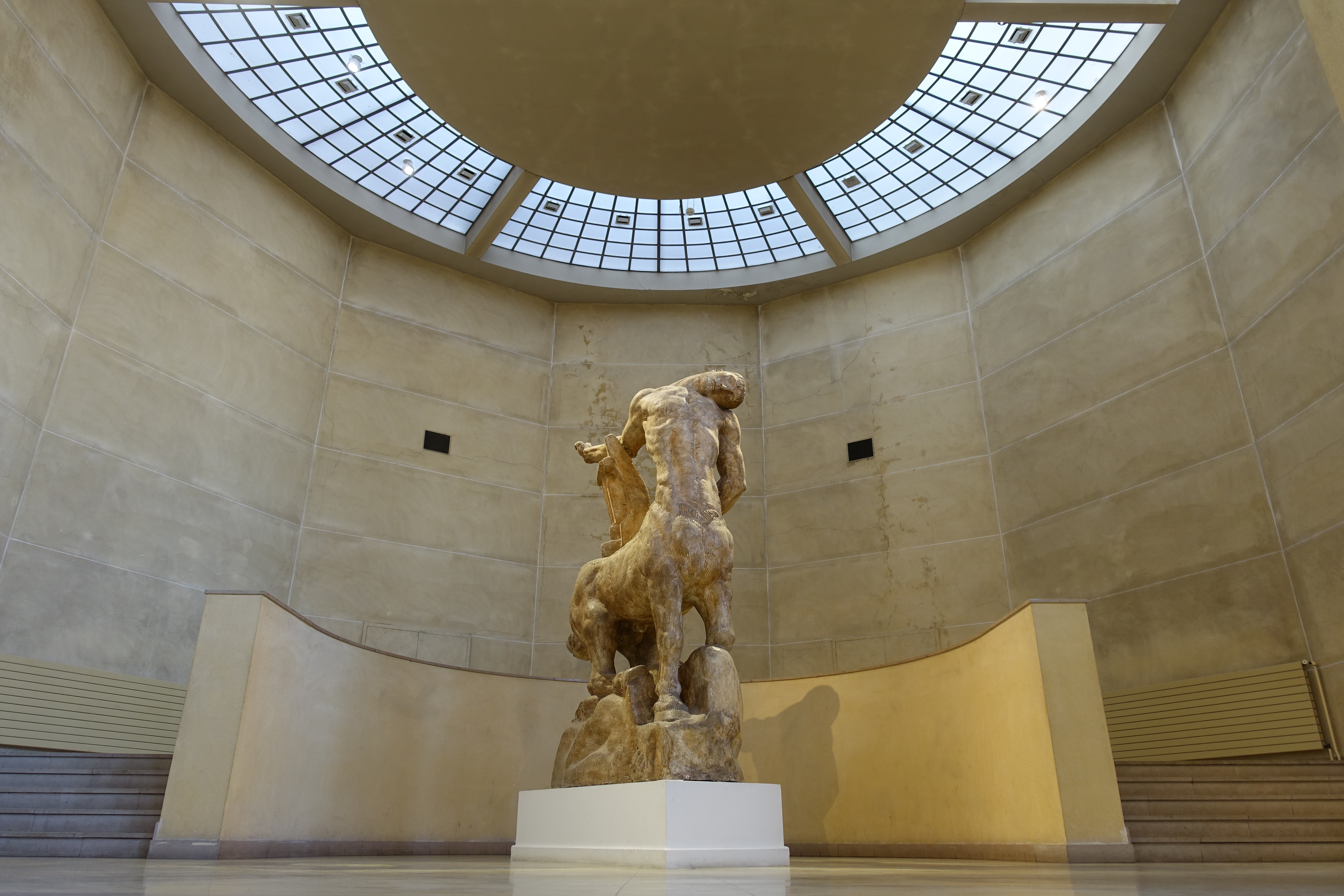

Das Musée Bourdelle in Paris besitzt mehr als 500 Werke, darunter Marmor-, Gips- und Bronzestatuen, Gemälde, Pastelle, Freskenskizzen sowie Bourdelles persönliche Sammlung mit Werken von Künstlern wie Eugène Carrière, Eugène Delacroix, Jean-Auguste-Dominique Ingres, Adolphe Monticelli, Pierre Puvis de Chavannes und Auguste Rodin. Es enthält die Originalgipse einiger seiner besten Werke, darunter 21 Studien von Ludwig van Beethoven, sowie ein Dokumentenarchiv und seine Kopien griechischer und mittelalterlicher Werke.
Seit Juni 2012 kann man die ständigen Sammlungen auf eine neue Art und Weise auf einem Rundgang besichtigen: didaktisch, chronologisch und am Werk orientiert, um die künstlerische Entwicklung Bourdelles nachzuvollziehen. Dazu wurden einige Werke von zeitgenössischen Künstlern und Schülern Bourdelles aus den Depots geholt:
- Auguste Rodin, L’Homme qui marche (kleine Version, 1899, Bronzeguss 1927).
- Jean Arp, Tête heaume (1930, Bronze)
- Antoine Bourdelle, Kopie eines Selbstbildnisses seines Freundes Eugène Carrière (1910, Pastell auf Papier).
- Anonym, Japanische Nō-Maske (1650–1750, Holz, Sammlung Bourdelle),

Schenkungen von Institutionen und Privatpersonen ergänzen die ständige Ausstellung;
- Germaine Richier, Büste Nr. 12 (Tatou) (1933, Bronze, Depot der Familie Germaine Richier, Sylvie Martin-Raget)
- Henri Laurens, Musicienne à la harpe (1937, Bronze, Paris, Centre Pompidou)
- Ossip Zadkine, Tête d’homme (1913, Bronze, Paris, Musée Zadkine)
- Alberto Giacometti, Femme debout (1951–1952, Gips, Paris, Fondation Giacometti) - Germaine Richier, La Regodias (1938, Bronze, Depot der Familie Germaine Richier, Sylvie Martin-Raget)